# Équipe de Suède espoirs de football
Maillots
L'équipe de Suède espoirs de football réunit les joueurs de moins de 21 ans suédois sous l'égide de la fédération de Suède de football.
Les joueurs ne doivent pas être âgés de plus de 21 ans au début de la campagne de qualifications pour les championnats d'Europe de football espoirs. Des joueurs de 23 ans ayant participé aux qualifications peuvent donc participer à cette compétition.
L'Équipe de Suède espoirs a remporté une fois le championnat d'Europe espoirs, en 2015.

## Parcours au Championnat d'Europe de football espoirs
- 1978 : Non qualifié
- 1980 : Non qualifié
- 1982 : Non qualifié
- 1984 : Non qualifié
- 1986 : Quart-de-finaliste
- 1988 : Non qualifié
- 1990 : Demi-finaliste
- 1992 :  Finaliste
- 1994 : Non qualifié
- 1996 : Non qualifié
- 1998 : Quart-de-finaliste
- 2000 : Non qualifié
- 2002 : Non qualifié
- 2004 : 4e
- 2006 : Non qualifié
- 2007 : Non qualifié
- 2009 : Demi-finaliste
- 2011 : Non qualifié
- 2013 : Non qualifié
- 2015 :  Vainqueur
- 2017 : 1er tour
- 2019 : Non qualifié
- 2021 : Non qualifié
- 2023 : Non qualifié